# Мишел Льоклер
Мишел Льоклер (на френски: Michel Leclère) е бивш пилот от Формула 1. Роден на 18 март 1946 година в Мант ла Жоли, Франция.

## Формула 1
Мишел Льоклер прави своя дебют във Формула 1 в Голямата награда на САЩ през 1975 година. В световния шампионат записва 8 състезания като не успява да спечели точки. Състезава се за отборите на Тирел и Волф.